# Kamimuria similis
Kamimuria similis és una espècie d'insecte pertanyent a la família dels pèrlids que es troba a Àsia: Indoxina (el Vietnam).